# Orliac-de-Bar
 Orliac-de-Bar  (en occitano Aurlhac) es una comuna y población de Francia, en la región de Lemosín, departamento de Corrèze, en el distrito de Tulle y cantón de Corrèze.
Su población en el censo de 2008 era de 264 habitantes.
Está integrada en la Communauté de communes Tulle et Coeur de Corrèze .

## Demografía
| 260 | 289 | 253 | 273 | 234 | 231 | 264 |
| Para los censos de 1962 a 1999 la población legal corresponde a la población sin duplicidades (Fuente: INSEE [Consultar]) |     |     |     |     |     |     |